# Leopoldo Ferdinando d'Asburgo-Lorena
Leopoldo Ferdinando Salvatore Maria Giuseppe Giovanni Battista Zenobio Ruggero Luigi Carlo Giacomo Viviano d'Asburgo (Salisburgo, 2 dicembre 1868 – Berlino, 4 luglio 1935) fu un arciduca d'Austria.

## Biografia
Era figlio di Ferdinando IV di Toscana e della seconda moglie Alice di Borbone-Parma.
Tra il 1892 e il 1893 accompagnò l'arciduca Francesco Ferdinando d'Austria in un viaggio per mare attraverso il Canale di Suez, diretti in India e Australia. I due litigarono durante il viaggio e Leopoldo tornò in Austria. Respinto dalla marina austro-ungarica, entrò nel reggimento di fanteria a Brno. Venne nominato colonnello dell'81º Reggimento FZM barone von Waldstätten.
Leopoldo si innamorò di una prostituta e soffrì di alcolismo. I genitori gli offrirono 100 000 fiorini a condizione di lasciare la sua amante. Il 29 dicembre 1902 venne annunciato che l'imperatore Francesco Giuseppe d'Austria aveva accolto la richiesta di Leopoldo di rinunciare al suo titolo di arciduca. Il suo nome venne pertanto cancellato dalla lista dell'Ordine del Toson d'oro e dell'esercito, e l'ex-arciduca assunse il nome di Leopold Wölfling, dal nome di un'altura nei Monti Metalliferi. Gli venne vietato di entrare in Austria e divenne cittadino svizzero. I genitori gli diedero tuttavia 200 000 fiorini come reddito, che venne meno dopo la prima guerra mondiale e la caduta della dinastia asburgica.
Tornato in Austria aprì un negozio di specialità gastronomiche a Vienna, dove vendeva salami e olio di oliva.
Nel 1924 Wölfling pubblicò una biografia in lingua ceca, Poslední Habsburkové: vzpomínky uno úvahy (Ultimo degli Asburgo: ricordi e pensieri). Nel 1930 apparve un'edizione in inglese con il titolo My Life Story: From Archduke to Grocer, pubblicato a Londra da Hutchinson & Co. L'edizione americana apparve nel 1931, pubblicata a New York da Dutton. Un'edizione in lingua tedesca del 1935 fu pubblicato in Austria da Selle-Eysler.

## Matrimoni
Wölfling si sposò tre volte:
- a Veyrier, Svizzera, il 25 luglio 1903 sposò Wilhelmine Adamowicz da cui divorziò nel 1907;
- a Zurigo il 26 ottobre 1907 sposò Maria Ritter da cui divorziò tempo dopo;
- a Berlino nel 1933 sposò Clara Pawlowska/Gröger.

## Antenati
|                                                |                         |                                                    | Genitori                                |  |  | Nonni |  |  | Bisnonni                            |  |  | Trisnonni                            |  |
|                                                |                         |                                                    |                                         |  |  |       |  |  | Ferdinando III, Granduca di Toscana |  |  | Leopoldo II, Sacro Romano Imperatore |  |
|                                                |                         |                                                    |                                         |  |  |       |  |  | Ferdinando III, Granduca di Toscana |  |  | Leopoldo II, Sacro Romano Imperatore |  |
|                                                |                         | Infanta Maria Luisa di Spagna                      |                                         |  |  |       |  |  | Ferdinando III, Granduca di Toscana |  |  |                                      |  |
| Leopoldo II, Granduca di Toscana               |                         |                                                    |                                         |  |  |       |  |  | Ferdinando III, Granduca di Toscana |  |  |                                      |  |
|                                                |                         | Principessa Luisa Maria Amalia di Napoli e Sicilia | Ferdinando I delle Due Sicilie          |  |  |       |  |  |                                     |  |  |                                      |  |
|                                                |                         | Principessa Luisa Maria Amalia di Napoli e Sicilia | Ferdinando I delle Due Sicilie          |  |  |       |  |  |                                     |  |  |                                      |  |
|                                                |                         | Principessa Luisa Maria Amalia di Napoli e Sicilia | Arciduchessa Maria Carolina d'Austria   |  |  |       |  |  |                                     |  |  |                                      |  |
| Ferdinando IV, Granduca di Toscana             |                         | Principessa Luisa Maria Amalia di Napoli e Sicilia |                                         |  |  |       |  |  |                                     |  |  |                                      |  |
|                                                |                         | Francesco I delle Due Sicilie                      | Ferdinando I delle Due Sicilie          |  |  |       |  |  |                                     |  |  |                                      |  |
|                                                |                         | Francesco I delle Due Sicilie                      | Ferdinando I delle Due Sicilie          |  |  |       |  |  |                                     |  |  |                                      |  |
|                                                |                         | Francesco I delle Due Sicilie                      | Arciduchessa Maria Carolina d'Austria   |  |  |       |  |  |                                     |  |  |                                      |  |
| Principessa Maria Antonietta delle Due Sicilie |                         | Francesco I delle Due Sicilie                      |                                         |  |  |       |  |  |                                     |  |  |                                      |  |
|                                                |                         | Infanta Maria Isabella di Spagna                   | Carlo IV di Spagna                      |  |  |       |  |  |                                     |  |  |                                      |  |
|                                                |                         | Infanta Maria Isabella di Spagna                   | Carlo IV di Spagna                      |  |  |       |  |  |                                     |  |  |                                      |  |
|                                                |                         | Infanta Maria Isabella di Spagna                   | Principessa Maria Luisa di Parma        |  |  |       |  |  |                                     |  |  |                                      |  |
| Arciduca Leopoldo Ferdinando d'Austria         |                         | Infanta Maria Isabella di Spagna                   |                                         |  |  |       |  |  |                                     |  |  |                                      |  |
|                                                | Carlo II, Duca di Parma | Ludovico I di Etruria                              |                                         |  |  |       |  |  |                                     |  |  |                                      |  |
|                                                | Carlo II, Duca di Parma | Ludovico I di Etruria                              |                                         |  |  |       |  |  |                                     |  |  |                                      |  |
|                                                | Carlo II, Duca di Parma | Infanta Maria Luisa di Spagna                      |                                         |  |  |       |  |  |                                     |  |  |                                      |  |
| Carlo III, Duca di Parma                       | Carlo II, Duca di Parma |                                                    |                                         |  |  |       |  |  |                                     |  |  |                                      |  |
|                                                |                         | Principessa Maria Teresa di Savoia                 | Vittorio Emanuele I di Sardegna         |  |  |       |  |  |                                     |  |  |                                      |  |
|                                                |                         | Principessa Maria Teresa di Savoia                 | Vittorio Emanuele I di Sardegna         |  |  |       |  |  |                                     |  |  |                                      |  |
|                                                |                         | Principessa Maria Teresa di Savoia                 | Arciduchessa Maria Teresa d'Austria     |  |  |       |  |  |                                     |  |  |                                      |  |
| Principessa Alice di Parma                     |                         | Principessa Maria Teresa di Savoia                 |                                         |  |  |       |  |  |                                     |  |  |                                      |  |
|                                                |                         | Carlo Ferdinando, Duca di Berry                    | Carlo X di Francia                      |  |  |       |  |  |                                     |  |  |                                      |  |
|                                                |                         | Carlo Ferdinando, Duca di Berry                    | Carlo X di Francia                      |  |  |       |  |  |                                     |  |  |                                      |  |
|                                                |                         | Carlo Ferdinando, Duca di Berry                    | Maria Teresa di Savoia                  |  |  |       |  |  |                                     |  |  |                                      |  |
| Principessa Luisa d'Artois                     |                         | Carlo Ferdinando, Duca di Berry                    |                                         |  |  |       |  |  |                                     |  |  |                                      |  |
|                                                |                         | Principessa Carolina delle Due Sicilie             | Francesco I delle Due Sicilie           |  |  |       |  |  |                                     |  |  |                                      |  |
|                                                |                         | Principessa Carolina delle Due Sicilie             | Francesco I delle Due Sicilie           |  |  |       |  |  |                                     |  |  |                                      |  |
|                                                |                         | Principessa Carolina delle Due Sicilie             | Arciduchessa Maria Clementina d'Austria |  |  |       |  |  |                                     |  |  |                                      |  |
|                                                |                         | Principessa Carolina delle Due Sicilie             |                                         |  |  |       |  |  |                                     |  |  |                                      |  |